# Marvin Minsky
Marvin Lee Minsky (New York City, 9. kolovoza 1927. — Boston, 24. siječnja, 2016.) bio je američki kognitivni znanstvenik u području umjetne inteligencije (AI), suosnivač laboratorija za umjetnu inteligenciju na MIT-u, te autor nekoliko tekstova o AI i filozofiji.

## Životopis
Marvin Minsky je rođen u New Yorku, gdje je pohađao Ethical Culture Fieldston School i prestižni Bronx High School of Science. Kasnije je pohađao Phillips akademiju u Andoveru, Massachusetts. Služio je u američkoj mornarici od 1944. do 1945. Drži titulu magistra u matematici na Harvardu (1950.) te doktorat iz istog područja na Princetonu (1954.). Član je fakultetskog osoblja MIT-a od 1958. Bio je Toshiba profesor medijskih umjetnosti i znanosti, te profesor elektrotehnike i računarstva.
Dobio je Turingovu nagradu 1969., Japansku nagradu 1990., IJCAI nagradu za istraživačku izvrsnost 1991. te Benjamin Franklin medalju od Franklin instituta 2001.
Minskyjevi patenti uključuju prvi grafički zaslon montiran na glavu (1963.) i konfokalni skenirajući mikroskop (1961., preteča današnjeg naširoko korištenog konfokalnog laserskog skenirajućeg mikroskopa). Sa Seymourom Papertom je razvio prvu Logo "kornjaču". Minsky je također izgradio prvi stroj za učenje zasnovan na slučajno ožičenoj neuralnoj mreži 1951., SNARC.
Minsky je napisao knjigu Perceptroni (sa Seymourom A. Papertom), koja je postala osnivački rad u analizi umjetnih neuralnih mreža. Kritički je prokazivala nerigorozna istraživanja u polju kao glavnog krivca za virtualni nesstanak umjetnih neuralnih mreža iz akademskih istraživanja 1970-ih.
 Tako je bilo tvrđeno -- ali ustvari naša matematička analiza je imala svrhu da pokaže zašto veći perceptroni nisu postajali bolji u rješavanju teških problema. I suprotno popularnoj glasini, gotovo svi naši teoremi su još uvijek primjenjivi na višeslojne feedforward neuralne mreže. Zanimljivo, nitko ovo nije dokazao, a Papert i ja smo s vremenom se počeli baviti drugim temama. -- Marvin Minsky[nedostaje izvor]

Minsky je bio savjetnik u filmu 2001: Odiseja u svemiru te je spomenut i u filmu i u knjizi.
"Vjerojatno nitko nikad ovo ne bi znao; nije ni bilo važno. 1980-ih su Minsky i Good pokazali kako neuralne mreže mogu biti generirane automatski samoreplicirane - u skladu s bilo kojim proizvoljnim programom za učenje. Umjetni mozgovi bi mogli biti uzgajani procesom zapanjujuće analognim onim razvitku ljudskog mozga. U svakom slučaju, precizni detalji nikad ne bi bili poznati, a čak i kad bi bili, bili bi milijune puta presloženi za ljudsko razumijevanje."
Ranih 1970-ih na MIT-ovom laboratoriju za umjetnu inteligenciju, Minsky i Seymour Papert su započeli razvoj onoga što je naposljetku nazvano teorijom društva uma. Ova teorija pokušava objasniti kako ono što zovemo inteligencijom može biti produkt interakcije neinteligentnih dijelova. Minsky kaže da je najveći izvor ideja o teoriji došao iz njegova rada prilikom pokušaja stvaranja stroja koji koristi robotsku ruku, video kameru i računalo za gradnju korištenjem dječjih blokova. 1986. je Minsky publicirao opširnu knjigu o teoriji koja je, za razliku od većine njegovih prošlih radova, bila napisana za širu publiku.
U studenom 2006. je Minsky publicirao The Emotion Machine, knjigu koja kritizira mnoge popularne teorije funkcionaranja ljudskog uma te predlaže druge teorije, često zamjenjujući jednostavne ideje složenijima. Nedavni nacrti knjige su besplatno dostupni na njegovoj web stranici.

## Afilijacije
Marvin Minsky je afiliran sa sljedećim organizacijama:
- United States National Academy of Engineering
- United States National Academy of Sciences
- Extropy Institute Vijeće mentora[5]
- Alcor Life Extension Foundation Odbor za znanstveno mentorstvo[6]

Minsky je kritičar Loebner nagrade.

## Zanimljivosti
- Minsky je prijatelj iz djetinjstva Harolda Blooma, kritičara Yale sveučilišta, koji ga je zvao "zlokobni Marvin Minsky".
- Isaac Asimov je opisao Minskya kao jednog od dva čovjeka koja je sreo a koja su bila razvidno pametnija od njega - drugi je bio Carl Sagan. Patrick Winston je također opisao Minskyja kao najpametniju osobu koju je upoznao.
- Minsky je glumac u koanu umjetne inteligencije (pripisano njegovom studentu, Dannyju Hillsu) iz Jargon file:

U danima kad je Sussman bio novajlija, Minsky ga je jednoć pohodio dok je ovaj sjedio hakirajući PDP-6.
"Što radiš?" pitao je Minsky.
"Treniram slučajno ožičenu neuralnu mrežu da igra Tic-tac-toe", odgovorio je Sussman.
"Zašto je mreža ožičena slučajno?", pitao je Minsky.
"Ne želim da posjeduje ikakve unaprijed donijete zaključke o tome kako igrati", odgovori Sussman.
Minsky uto sklopi oči.
"Zašto si zatvorio oči?", pitao je Sussman svog učitelja.
"Tako da soba bude prazna."
U tom je trenutku Sussman bio prosvijećen.

Ustvari sam rekao, "Ako je slučajno ožičiš, i dalje će imati unaprijed stvorene zaključke o tome kako igrati. Ali samo nećeš znati koji su to zaključci." -- Marvin Minsky

## Odabrani radovi
- Neural Nets and the Brain Model Problem, doktorska disertacija, Princeton sveučilište, 1954. Prvi rad o teoriji i teoremima o učenju u neuralnim mrežama, sekundarnom pojačanju, cirkulirajućoj dinamičkoj pohrani i sintaptičkim modifikacijama.
- Computation: Finite and Infinite Machines, Prentice-Hall, 1967. Standardni tekst u računarstvu. Trenutno je izvan tiska, ali bi se trebao ubrzo opet pojaviti.
- Semantic Information Processing, MIT Press, 1968. Ovaj skup radova je imao snažan utjecaj na suvremenu računsku lingvistiku.
- Perceptrons, sa Seymourom Papertom, MIT Press, 1969. (povećano izdanje, 1988.).
- Artificial Intelligence, sa Seymourom Papertom, Univ. of Oregon Press, 1972. (izvan tiska).
- Communication with Alien Intelligence  Arhivirana inačica izvorne stranice od 17. ožujka 2010. (Wayback Machine), 1985.
- Robotics, Doubleday, 1986. Uređen skup eseja o robotici, s uvodom i postskriptom napisanim od strane Minskyja.
- The Society of Mind, Simon and Schuster, 1987. Prvi opširni opis teorije intekektualnih struktura i razvoja "društvo uma". Vidi i The Society of Mind (CD-ROM verzija), Voyager, 1996.
- The Turing Option, s Harryjem Harrisonom, Warner Books, New York, 1992. Znanstvenofantastični triler o stvaranju superinteligentnog robota u godini 2023.
- The Emotion Machine , Simon and Schuster, Studeni 2006. ISBN 0-7432-7663-9

## Vanjske poveznice
- web stranica Marvina Minskya   Arhivirana inačica izvorne stranice od 3. kolovoza 2008. (Wayback Machine)
- Scientist on the Set: An Interview with Marvin Minsky  Arhivirana inačica izvorne stranice od 16. srpnja 2012. (Wayback Machine)
- Consciousness Is A Big Suitcase: A talk with Marvin Minsky
- Video Minskyjeva govora na Međunarnodnoj konferenciji za kompleksne sustave, u domaćinstvu New England Complex Systems Institute (NECSI)  Arhivirana inačica izvorne stranice od 14. svibnja 2006. (Wayback Machine)
- "The Emotion Universe": Video s Marvinom Minskyjem  Arhivirana inačica izvorne stranice od 29. kolovoza 2006. (Wayback Machine)
- Marvin Minsky u Mathematics Genealogy Project